# Heartland Rock
Heartland Rock ist eine Ende der 1970er Jahre entstandene US-amerikanische Stilrichtung der Rockmusik, die in den 1980er Jahren vor allem in den USA weit verbreitet und kommerziell erfolgreich war. Unter Heartland werden in den USA üblicherweise jene Staaten zusammengefasst, die weder die pazifische noch die atlantische Küste berühren. Folglich zählen zum Heartland unter anderem der Mittlere Westen sowie der sogenannte Bible Belt.
Die Stilrichtung entwickelte sich im Mittleren Westen und kann als Mischform aus Folk, Country und Rock ’n’ Roll charakterisiert werden. Unter dem Einfluss verschiedener musikalischer Vorbilder wie der Rolling Stones, der Byrds, Bob Dylan, Van Morrison und dem Garage Rock der 1960er Jahre entstand diese typisch US-amerikanische Stilrichtung der Rockmusik,  die in ihren Songtexten das Alltagsleben der weißen Unterschicht thematisierte (Blue Collar). Als bedeutendste Vertreter des Heartland Rock gelten Bruce Springsteen, John Fogerty, Tom Petty, Steve Earle, Bob Seger und John Mellencamp.
Die Musik ist eher einfach und schnörkellos strukturiert. Die Instrumentierung ist traditionell, sie besteht meist aus Gitarren, Schlagzeug, Bass und Keyboard; häufig wird auch die Mundharmonika eingesetzt. Die Songtexte dieses Musikgenres haben einen Bezug zum US-amerikanischen Alltag und gehen dabei über das Niveau von reiner Unterhaltungsmusik hinaus, indem sie soziale und gesellschaftliche Probleme thematisieren. Marksteine in der Frühphase des Heartland Rock waren die beiden Alben The River (1980) und Nebraska (1982) von Bruce Springsteen, die Protagonisten der Songs gehörten zur weißen Arbeiterschicht des Mittelwestens, hatten ihre Arbeit verloren oder einfach ihre Hoffnung. Auch engagierten sich zahlreiche Musiker dieser Stilrichtung in konkreten Projekten, um soziale Not zu lindern oder um von Entlassung bedrohten Arbeitern zu helfen, doch blieben diese Aktionen – vor allem in Form von Spenden und Konzerten – meist auf einer humanitären und karitativen Ebene, eindeutig politisch Stellung zu beziehen, vermieden die Musiker. Dies führte zum Beispiel beim US-Präsidentschaftswahlkampf 1984 dazu, dass Springsteen gleich von beiden Präsidentschaftskandidaten, dem Republikaner Ronald Reagan und dem Demokraten Walter Mondale, als Gesinnungsgenosse vereinnahmt wurde.
Die Stilrichtung Heartland Rock hatte die größten kommerziellen Erfolge Anfang und Mitte der 1980er Jahre. Springsteens große Verkaufserfolge, abgesehen vom Hit Hungry Heart im Jahre 1980, lagen vor allem zwischen 1984 und 1987, wobei vor allem der Titel Born in the U.S.A. politische Relevanz entwickelte. Auch die kommerziell erfolgreichsten Jahre von Mellencamp, Petty und Seger fallen in die Ära des Heartland Rock.